# Eburodacrys hirsutula
Eburodacrys hirsutula es una especie de escarabajo longicornio del género Eburodacrys, tribu Eburiini, subfamilia Cerambycinae. Fue descrita científicamente por Bates en 1870.

## Descripción
Mide 13,78 milímetros de longitud.

## Distribución
Se distribuye por Brasil.